# Sergej Jakovljevič Repninski
Sergej Jakovljevič Repninski (rusko Сергей Яковлевич Репнинский), ruski general, * 28. julij 1775, † 25. marec 1818.
Bil je eden izmed pomembnejših generalov, ki so se borili med Napoleonovo invazijo na Rusijo; posledično je bil njegov portret dodan v Vojaško galerijo Zimskega dvorca.

## Življenje
1. januarja 1782 je vstopil v Preobraženski polk, katerega je zapustil leta 1792 kot poročnik; dodeljen je bil Semjonovskemu polku. Leta 1797 je zapustil vojaško službo. 
Čez dve leti je bil ponovno sprejet v vojaško službo, bil 9. aprila istega leta povišan v polkovnika in bil imenovan za poveljnika Vladimirskega mušketirskega polka. 6. oktobra 1800 je bil imenovan za poveljnika Smolenskega mušketirskega polka.
7. aprila 1801 je postal član vojaškega odbora. 5. januarja 1802 je postal poveljnik Rjažskoga mušketirskega polka in 12. novembra 1802 poveljnik Novgorodskega mušketirskega polka (polk je bil 19. oktobra 1810 preimenovan v 43. lovski polk). Udeležil se je vojne s Francozi leta 1805 in s Turki v letih 1806-12. 
S polkom se je udeležil tudi patriotske vojne leta 1812 in posledičnih vojaških kampanj v tujini (Srbija, Nemčija). 13. aprila 1814 je bil poslan na bolniški dopust zaradi prejetih ran.